# Jordan Allen
Jordan Evans Allen (Rochester, 25 aprile 1995) è un ex calciatore statunitense, di ruolo centrocampista.

## Statistiche

### Presenze e reti nei club
Statistiche aggiornate al 3 settembre 2017.
| Stagione              | Club                  | Campionato            | Campionato | Campionato | Coppe nazionali | Coppe nazionali | Coppe nazionali | Coppe continentali | Coppe continentali | Coppe continentali | Supercoppe | Supercoppe | Supercoppe | Totale | Totale |
| Stagione              | Club                  | Comp                  | Pres       | Reti       | Comp            | Pres            | Reti            | Comp               | Pres               | Reti               | Comp       | Pres       | Reti       | Pres   | Reti   |
| --------------------- | --------------------- | --------------------- | ---------- | ---------- | --------------- | --------------- | --------------- | ------------------ | ------------------ | ------------------ | ---------- | ---------- | ---------- | ------ | ------ |
| 2014                  | Real Salt Lake        | MLS                   | 2          | 0          | USOC            | -               | -               | -                  | -                  | -                  | -          | -          | -          | 2      | 0      |
| 2015                  | Real Salt Lake        | MLS                   | 23         | 1          | USOC            | 1               | 0               | -                  | -                  | -                  | -          | -          | -          | 24     | 1      |
| 2016                  | Real Salt Lake        | MLS                   | 23+1       | 3          | USOC            | 2               | 0               | CCL                | 3                  | 0                  | -          | -          | -          | 29     | 3      |
| 2017                  | Real Salt Lake        | MLS                   | 2          | 0          | USOC            | 1               | 0               | -                  | -                  | -                  | -          | -          | -          | 3      | 0      |
| Totale Real Salt Lake | Totale Real Salt Lake | Totale Real Salt Lake | 50+1       | 4          |                 | 4               | 0               |                    | 3                  | 0                  |            | -          | -          | 58     | 4      |
| Totale carriera       | Totale carriera       | Totale carriera       | 50+1       | 4          |                 | 4               | 0               |                    | 3                  | 0                  |            | -          | -          | 58     | 4      |